# Степовое (Снигирёвский район)
Степовое (укр. Степове, до 2016 г. — Радгоспное) — посёлок в Снигирёвском районе Николаевской области Украины.
Основано в 1925 году. Население по переписи 2001 года составляло 229 человек. Почтовый индекс — 329405. Телефонный код — 51-62. Занимает площадь 0,048 км².

## История
В 1946 году указом ПВС УССР посёлок 3-го отделения совхоза «Баштанский» переименован в Радгоспное.

## Местный совет
57320, Николаевская обл., Снигирёвский р-н, с. Червоная Долина, ул. Мира, 26